# Idriz Balaj
Idriz Balaj (Iglavero (Klina, Kosovo), 23 augustus 1971) was een guerrillastrijder en lid van de eenheid Zwarte Adelaars van het Kosovo Bevrijdingsleger tussen 1998 en 1999 in de regio Dukagjin.
Idriz Balaj was directe ondergeschikte van Ramush Haradinaj, met wie hij samen met Lahi Brahimaj terechtstond voor het Joegoslavië-tribunaal.
Alle drie werden ervan verdacht etnische Serviërs, met de vijand samenzwerende Kosovaarse Albanezen en zigeuners te hebben gemarteld, verkracht, vermoord en verdreven. Balaj en Brahimai werden als handlangers van Haradinaj beschouwd. Alle drie beweerden ze onschuldig te zijn. Op 4 april 2008 werd Balaj vrijgesproken. Ook Haradinaj werd vrijgesproken, alleen Brahima werd veroordeeld tot zes jaar gevangenisstraf.